# Misturatosphaeria kenyensis
Misturatosphaeria kenyensis är en svampart som beskrevs av Mugambi & Huhndorf 2009. Misturatosphaeria kenyensis ingår i släktet Misturatosphaeria och familjen Lophiostomataceae.   Inga underarter finns listade i Catalogue of Life.